# Atomorpha marmorata
Atomorpha marmorata là một loài bướm đêm trong họ Geometridae.